# Don Mattingly
Donald Arthur Mattingly (nascido em 20 de abril de 1961) é um ex-jogador americano de beisebol profissional que atuou como primeira base, técnico assistente e atual treinador do Toronto Blue Jays. Apelidado de "The Hit Man" e  "Donnie Baseball", jogou todas suas 14 temporadas na carreira com o New York Yankees e posteriormente treinando o Los Angeles Dodgers por cinco anos.
Mattingly se graduou na Reitz Memorial High School em Evansville, Indiana, e foi selecionado pelos Yankees no draft amador. Estreando com os Yankees em 1982 após três temporadas na liga menor de beisebol, Mattingly emergiu como primeira base titular dos Yankees após um bem sucedida temporada inicial em 1983. Mattingly foi convocado para o All-Star Game pela American League (AL) seis vezes. Venceu nove Gold Glove Awards (recorde da American League para um primeira base), três Silver Slugger Awards, o título em rebatidas de 1984 da AL e foi MVP em 1985 da American League. Mattingly serviu como capitão dos Yankees de 1991 até 1995, quando se aposentou como jogador. Posteriormente os Yankees aposentaram o número 23 do uniforme de Mattingly. Mattingly é o único Yankee a ter seu número aposentador sem ter ganho uma World Series com o time.
Retornando aos Yankees como técnico assistente em 2004 do treinador Joe Torre, seguiu junto com Torre para os Dodgers em 2008, e o sucedeu como treinador dos Dodgers em 2011. Os Dodgers e Mattingly mutualmente se separaram após a temporada de 2015, e Don se tornou treinador do Miami Marlins.